# Intelsat 703
NSS-703 (también conocido como Intelsat 703, IS-703 e Intelsat 7-F3) es un satélite de comunicación geoestacionario que fue construido por Space Systems/Loral (SSL). Se encuentra en la posición orbital de 29,5 grados de longitud este y actualmente se encuentra en una órbita inclinada. El mismo es propiedad de Intelsat y luego se vendió a SES World Skies el 30 de noviembre de 1998. El satélite se basó en la plataforma LS-1300 y su vida útil estimada fue de 15 años.
El satélite se lanzó con éxito al espacio el 6 de octubre de 1994, a las 06:35:02, utilizando un vehículo Atlas II de la Estación de la Fuerza Aérea de Cabo Cañaveral, Estados Unidos. Tenía una masa de lanzamiento de 3.695 kg.
El NSS-703 está equipado con 26 transpondedores en banda C y 10 en banda Ku para proporcionar transmisión, servicios de negocio a hogar, telecomunicaciones, redes VSAT.